# Benessa de Maremne
Benessa de Maremne (en francès Bénesse-Maremne) és un municipi francès situat al departament de les Landes i a la regió de la Nova Aquitània.

## Demografia
| 1962                                       | 1968  | 1975  | 1982  | 1990  | 1999  | 2007  |
| ------------------------------------------ | ----- | ----- | ----- | ----- | ----- | ----- |
| 988                                        | 1.089 | 1.070 | 1.175 | 1.471 | 1.754 | 2.078 |
| Des de 1962: població sense dobles comptes |       |       |       |       |       |       |

## Administració
| Període   | Identitat            | Partit |
| --------- | -------------------- | ------ |
| 1945-1947 | Arnaud Hiquet        |        |
| 1947-1983 | René Folin           |        |
| 1983-1989 | Guy Pécastaing       |        |
| 1989-     | Jean-François Dussin | PS     |